# Caffrocrambus parmenides
Caffrocrambus parmenides là một loài bướm đêm trong họ Crambidae.